# This Is What You Came For
This Is What You Came For è un singolo del DJ britannico Calvin Harris, pubblicato il 29 aprile 2016.

## Descrizione
Il brano, annunciato come singolo dallo stesso Harris attraverso il suo profilo Twitter il 27 aprile 2016, vede la partecipazione vocale della cantante barbadiana Rihanna ed è stato scritto dallo stesso Calvin Harris insieme a Nils Sjöberg, pseudonimo della cantante statunitense Taylor Swift, e prodotto da Harris. Il 13 luglio 2016, TMZ.com ha dichiarato che Swift, allora fidanzata di Harris, aveva adottato tale pseudonimo in quanto non voleva che la loro vita di coppia avesse giocato a svantaggio del brano stesso. Il brano è diventato oggetto di contesa in seguito al suo impatto e soprattutto nel momento in cui Harris, in un'intervista concessa a Ryan Seacrest a proposito della possibilità di collaborare con la cantante, ha dichiarato che «non crede possa succedere».
This Is What You Came For è un brano EDM ed eurodance midtempo influenzato da sonorità house. Gil Kaufman di Billboard ha dichiarato che il brano è «una banger da club leggera e festosa che riecheggia lo Chicago house classico della fine anni ottanta e primi anni novanta, ma con un sapore moderno, più colorato». Il singolo è la terza collaborazione di Calvin Harris con Rihanna, essi infatti avevano precedentemente collaborato in We Found Love e Where Have You Been, estratti dal sesto album in studio di Rihanna Talk That Talk.

## Accoglienza
Il singolo ha ricevuto recensioni miste da parte della critica specializzata. Lary Barleet di NME ha scritto che sarebbe diventato sicuramente una hit, ma la voce della cantante era stata modificata al tal punto da farle perdere la personalità che rese We Found Love «un successo» e il suo album più recente Anti «irresistibile», concludendo dicendo che il risultato era «sorprendentemente senz'anima». Robbie Daw di Idolator ha recensito positivamente il brano, elogiando la scelta dei due artisti di non aver cercato di superare la loro precedente collaborazione ma di aver sperimentato. Ryan Middleton di Music Times ha scritto che This Is What You Came For sarebbe piaciuto maggiormente con più ascolti e che avrebbe dominato la radio tutta l'estate. Lo ha elogiato per essere orecchiabile ma ha criticato Harris per aver ambito a creare qualcosa di nuovo.
La NPR ha classificato il brano alla posizione 89 nella sua lista delle canzoni migliori del 2016, mentre Fuse la considerò la decima miglior canzone dell'anno.

## Video musicale
Il video è stato diretto da Emil Nava e reso disponibile attraverso YouTube il 17 giugno 2016. In esso viene mostrata principalmente Rihanna, mentre Harris fa una breve apparizione.
Il video è stato premiato agli MTV Video Music Awards 2016 nella categoria di miglior video maschile e ha ricevuto anche una candidatura nella categoria di miglior collaborazione, perdendo tuttavia nei confronti di Work from Home delle Fifth Harmony.

## Altre versioni
Il 22 ottobre 2016 la cantante Taylor Swift ha eseguito una propria versione del brano per la prima volta dal vivo ad Austin, in occasione del Gran Premio degli Stati Uniti d'America.

## Tracce
Testi e musiche di Calvin Harris e Taylor Swift.
Download digitale, streaming, CD promozionale (Stati Uniti)
1. This Is What You Came For – 3:41

Download digitale, streaming – Remixes EP
1. This Is What You Came For (feat. Rihanna) (Extended Mix) – 4:46
2. This Is What You Came For (feat. Rihanna) (Dillon Francis Remix) – 3:42
3. This Is What You Came For (feat. Rihanna) (R3hab vs Henry Fong Remix) – 4:18
4. This Is What You Came For (feat. Rihanna) (R3hab Remix) – 2:30
5. This Is What You Came For (feat. Rihanna) (Grandtheft Remix) – 3:01
6. This Is What You Came For (feat. Rihanna) (Tony Junior Remix) – 3:35
7. This Is What You Came For (feat. Rihanna) (Bobby Puma Remix) – 4:44

## Formazione
Hanno partecipato alle registrazioni, secondo le note di copertina di Think Later:
Musicisti
- Calvin Harris – strumentazione
- Rihanna – voce

Produzione
- Calvin Harris – produzione, missaggio
- Kuk Harrell – produzione vocale
- Marcos Tovar – registrazione voce
- Mike Marsh – mastering

## Successo commerciale
Negli Stati Uniti d'America This Is What You Came For ha debuttato alla 9ª posizione della Billboard Hot 100, raggiungendo successivamente la 3ª , divenendo pertanto la ventottesima top ten di Rihanna e la quarta di Harris in tale classifica. Nella Dance/Mix Show Airplay il brano estese il record di Rihanna ad avere più numero uno (12) e divenne la decima di Harris (che ne ha di più tra gli artisti maschi ed estendendo il suo record a trascorrerci più settimane tra tutti gli artisti a 73). Divenne la venticinquesima numero uno di Rihanna e la quarta di Harris nella Hot Dance Club Play, dove divenne il primo brano da Wake Me Up di Avicii del 2013 a rimanere in vetta per due settimane.

## Classifiche

### Classifiche settimanali
| Classifica (2016-17)           | Posizione massima |
| ------------------------------ | ----------------- |
| Australia                      | 1                 |
| Austria                        | 5                 |
| Belgio (Fiandre)               | 4                 |
| Belgio (Vallonia)              | 4                 |
| Canada                         | 1                 |
| Danimarca                      | 4                 |
| Filippine                      | 64                |
| Finlandia                      | 3                 |
| Francia                        | 5                 |
| Germania                       | 5                 |
| Irlanda                        | 1                 |
| Italia                         | 8                 |
| Libano                         | 1                 |
| Lussemburgo                    | 3                 |
| Messico                        | 2                 |
| Norvegia                       | 3                 |
| Nuova Zelanda                  | 2                 |
| Paesi Bassi                    | 3                 |
| Polonia                        | 3                 |
| Portogallo                     | 2                 |
| Regno Unito                    | 2                 |
| Repubblica Ceca                | 2                 |
| Romania                        | 4                 |
| Russia                         | 98                |
| Slovacchia                     | 1                 |
| Slovenia                       | 6                 |
| Spagna                         | 6                 |
| Stati Uniti                    | 3                 |
| Stati Uniti (dance club)       | 1                 |
| Stati Uniti (dance/electronic) | 1                 |
| Svezia                         | 3                 |
| Svizzera                       | 4                 |
| Ucraina                        | 25                |
| Ungheria                       | 2                 |

### Classifiche di fine anno
| Classifica (2016) | Posizione |
| ----------------- | --------- |
| Australia         | 6         |
| Austria           | 27        |
| Belgio (Fiandre)  | 20        |
| Belgio (Vallonia) | 9         |
| Brasile           | 9         |
| Canada            | 11        |
| Croazia           | 6         |
| Danimarca         | 21        |
| Francia           | 17        |
| Germania          | 17        |
| Islanda           | 15        |
| Italia            | 15        |
| Messico           | 8         |
| Nuova Zelanda     | 10        |
| Paesi Bassi       | 18        |
| Regno Unito       | 5         |
| Spagna            | 26        |
| Stati Uniti       | 17        |
| Svezia            | 18        |
| Svizzera          | 16        |
| Ungheria          | 16        |
| Classifica (2017) | Posizione |
| Brasile           | 155       |
| Canada            | 98        |

### Classifiche di fine decennio
| Classifica (2010-19) | Posizione |
| -------------------- | --------- |
| Australia            | 89        |
| Regno Unito          | 60        |